# Lowgar
Lowgar è una provincia dell'Afghanistan di 339 700 abitanti, che ha come capoluogo Pul-i-Alam. Confina con le province di Kabul e di Nangarhar a nord, con il Pakistan a est e con le province di Paktia a sud, di Ghazni a sud-ovest e di Vardak a ovest.

## Suddivisioni amministrative

Distretti di Lowgar.

La provincia di Lowgar è divisa in sette distretti:
- Azra
- Baraki Barak
- Charkh
- Kharwar
- Khoshi
- Mohammad Agha
- Pul-i-Alam